# حزب اسلامی عراق
حزب اسلامی عراق از احزاب سیاسی سنیهای عراق هستند که ارتباط تنگاتنگی با جبهه توافق عراق دارد و اسامه التکریتی رهبر این حزب، از اعضای جبهه توافق عراق نیز می‌باشد. به عبارت دیگر حزب اسلامی عراق هسته مرکزی جبهه توافق عراق را تشکیل می‌دهد. این حزب خود از چند حزب کوچکتر تشکیل شده که از آن جمله می‌توان به تجمع اهل عراق به رهبری خالد البرع و مجلس گفتگوی ملی به رهبری خلف العلیان اشاره کرد. همچنین حزب عدالت ترکمان و تعدادی از شخصیت‌های سیاسی و شیوخ عشایر و برخی از اساتید دانشگاه‌های عراق از گروه‌های موجود در این جبهه هستند.